# 桂庵玄樹

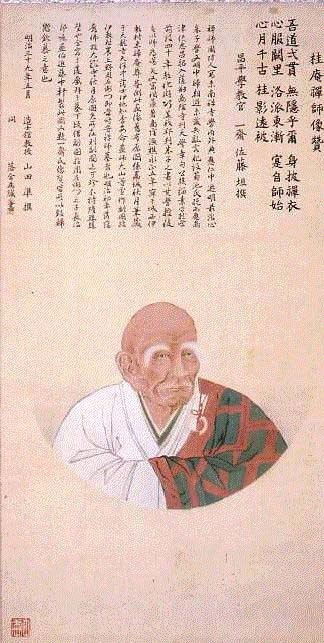
桂庵玄樹

桂庵玄樹（けいあん げんじゅ、1427年〈応永34年〉- 1508年6月28日〈永正5年6月1日〉）は、室町時代後期の臨済宗聖一派の僧。薩南学派を形成した。桂菴玄樹と表記される場合もある。

## 生涯

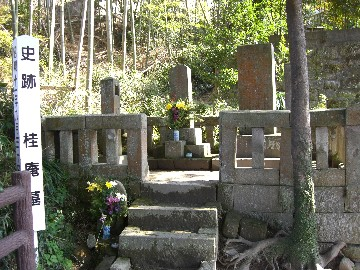
桂庵玄樹の墓（鹿児島市伊敷二丁目、桂庵公園内）

長門国赤間関出身。9歳のときに京都南禅寺の景蒲玄忻の童行となり、同寺の惟正明貞や景召瑞棠、蘭坡景茝らに学んだ。これらの師から儒学や朱子学、詩文などを学んだと考えられている。1442年（嘉吉2年）に剃髪。その後、豊後国万寿寺に赴いて学問を学び、大内義隆に招かれて郷里長門国永福寺住持となったが、1467年には遣明船の三号船士官となって明に渡海して蘇州などを遊学し朱子学を究める。1473年、日本に帰国したが、応仁の乱による戦禍から逃れるため、石見国に避難した。1478年、島津忠昌に招かれて大隅国正興寺、日向国竜源寺の住持となる。さらに島津忠廉に招かれて、薩摩国の桂樹院で朱子学を講じた。また、伊地知重貞と『大学章句』を刊行（1481年）して朱子学の普及に努めたことから、薩南学派の祖として名を成した。
日本で初めて朱熹の『四書集註』を講義した岐陽方秀が施した訓点を玄樹が補正し、更にそれを南浦文之が改訂したのが「文之点」である。文之点は、近世、四書読解の主流となった。
その後、建仁寺や南禅寺の住持となり、1502年に薩摩に東帰庵を営んで同地に住んだ。1508年、82歳で死去。著書に『家法倭点』、『島陰文集』、『島隠漁唱』など多数ある。

## 漢文直読
伊藤東涯や荻生徂徠らに先駆けて、漢文直読の意義を主張した。
著作『桂庵和尚家法和訓』には以下の様な記述がある。
文字読ヲバ無落字様ニ、唐韻ニ読ミ度キ也。其故ハ偶一句半句、ソラニ覚ユル時モ、ヲキ字不知曰其何字也、口惜事
すなわち、置字（「ヲキ字」）を含めて、全ての漢字音をそのまま読むべきであるとの主張である。